# Roslyn Wakari
El Roslyn Wakari es un club de fútbol de la ciudad de Dunedin, en Nueva Zelanda. Fue fundado en 1904 como una fusión de Roslyn y Wakari y conocido entre 1990 y 1991 como Pacific Park Dunedin. Juega en la FootballSouth Premier League, campeonato que ganó en 2003.

## Palmarés
FootballSouth Premier League (1): 2003.